# تریسی دوکار
تریسی دوکار (انگلیسی: Tracy Ducar؛ زادهٔ ۱۸ ژوئن ۱۹۷۳) بازیکن فوتبال پیشین اهل ایالات متحده آمریکا است.
از باشگاه‌هایی که در آن بازی کرده است می‌توان به بوستون بریکرز اشاره کرد.
وی همچنین در تیم ملی فوتبال زنان ایالات متحده آمریکا بازی کرده است.

## اوایل زندگی
تریسی دوکار در لورنس، ماساچوست متولد شد و دوران ورزشی خود را در دبیرستان نورث آندوور آغاز کرد. او هم در بسکتبال و هم در فوتبال بازی می‌کرد، اما در سال دوم دبیرستان دچار آسیب کمر شد و برای جوش خوردن دو مهره نیاز به عمل جراحی پیدا کرد. دوکار نتوانست در سال سوم فوتبال بازی کند و مربی فوتبال او فکر می‌کرد که دیگر هرگز قادر به بازی نخواهد بود. با این حال، دوکار ثابت کرد که مربی اش در اشتباه است و تیم فوتبال زنان نورث آندوور را به قهرمانی لیگ کیپ آن رساند.

### دانشگاه کارولینای شمالی
دوکار در دانشگاه کارولینای شمالی تحصیل کرد و به عنوان دروازه‌بان برای تیم فوتبال این دانشگاه بازی کرد. او در سال ۱۹۹۵ با مدرک زیست‌شناسی و گرایش فرعی در شیمی فارغ‌التحصیل شد. او همچنین به فی بتا کاپا راه یافت. در مسابقات قهرمانی ان‌سی‌اس‌اس ۱۹۹۴، دوکار در تمام دقیقه‌های تمام بازی‌ها حضور داشت و دانشگاه کارولینای شمالی به قهرمانی ملی دست یافت. دوکار در هر دو بازی نیمه‌نهایی و فینال، موفق به حفظ دروازه خود بدون دریافت گل شد.
دوکار نامزد دریافت جایزه بهترین بازیکن سال باشگاه ورزشی میزوری در سال ۱۹۹۵ شد. او به عنوان بازیکن آل-آمریکن، کاپیتان، باارزش‌ترین بازیکن (ام.وی. پی) انتخاب شد و در سال ۱۹۹۵ تیم یو.ان. سی را با رکورد بی‌شکست ۲۳–۰–۰ رهبری کرد.

## دوران بازی

### باشگاهی
در سال ۲۰۰۰، دوکار یکی از بیست بازیکن مؤسس اتحادیه فوتبال زنان ایالات متحده (دبلیو. یو.اس. ای) شد که اولین لیگ حرفه‌ای فوتبال زنان در آمریکا بود. از سال ۲۰۰۰ تا ۲۰۰۱، او برای بوستون بریکرز بازی کرد. در سال ۲۰۰۱، دوکار جایزه شیلد بوستون بریکرز را دریافت کرد.
پیش از آن، در تابستان ۱۹۹۸، دوکار برای باشگاه فوتبال زنان رالی وینگز بازی کرد. در سال ۱۹۹۹، او دوباره به این تیم پیوست و آنها را به قهرمانی لیگ دبلیو رساند.

### ملی
اولین حضور دوکار در تیم ملی فوتبال زنان ایالات متحده آمریکا در ۱۶ ژانویه ۱۹۹۶ در مقابل برزیل در کامپیناس، برزیل بود. دوکار دو بازی دیگر نیز در ملبورن در ۲۸ فوریه ۱۹۹۶ و در باثورست، نیو ساوت ولز در ۳ مارس ۱۹۹۶ انجام داد. او اولین کلین شیت خود را در ۲۸ ژانویه ۱۹۹۶ در مقابل اوکراین ثبت کرد. سپس در سال ۱۹۹۷، در طول تورنمنت نیک ویکتوری، دوکار زمان بازی را در هر مسابقه با برایانا اسکری (دروازه‌بان اصلی تیم ملی آمریکا) تقسیم کرد و همچنین در جام جهانی فوتبال زنان ۱۹۹۷ حضور یافت.
یکی از درخشان‌ترین لحظات دوکار در بازی آمریکا مقابل سالتسیگتر آلمان بود. آمریکا با تعویض اسکری و آوردن دوکار، چهار ضربه بزرگ او را برای حفظ کلین شیت دید. در سال ۱۹۹۷، دوکار در مجموع دوازده بار برای تیم ملی به میدان رفت که در سه بازی از ابتدا شروع کرد. در سال ۱۹۹۸، او در شش بازی برای تیم ملی بازی کرد و در تمامی آنها از ابتدا حضور داشت که منجر به چهار کلین شیت و فقط دو گل خورده شد. در همان سال، تیم در بازی‌های گودویل به قهرمانی رسید. در خلال جام جهانی فوتبال زنان ۱۹۹۹، دوکار به عنوان یکی از دو دروازه‌بان ذخیره آمریکا حضور داشت.

## دوران مربیگری
از سال ۱۹۹۹ تا ۲۰۰۰، دوکار مربی دروازه‌بانان و هماهنگ‌کننده جذب بازیکنان در دانشگاه کارولینای شمالی در گرینزبورو بود.
در سال ۲۰۰۴، دوکار به عنوان سرمربی تیم فوتبال زنان در کالج گرینزبورو منصوب شد. دوکار و همسرش، کریس دوکار (مربی دروازه‌بانان زنان در دانشگاه کارولینای شمالی)، در دورهام، کارولینای شمالی زندگی می‌کنند و با هم اردوها، کلینیک‌ها و جلسات آموزشی خصوصی فوتبال برگزار می‌کنند.